# Waldemar Hoven

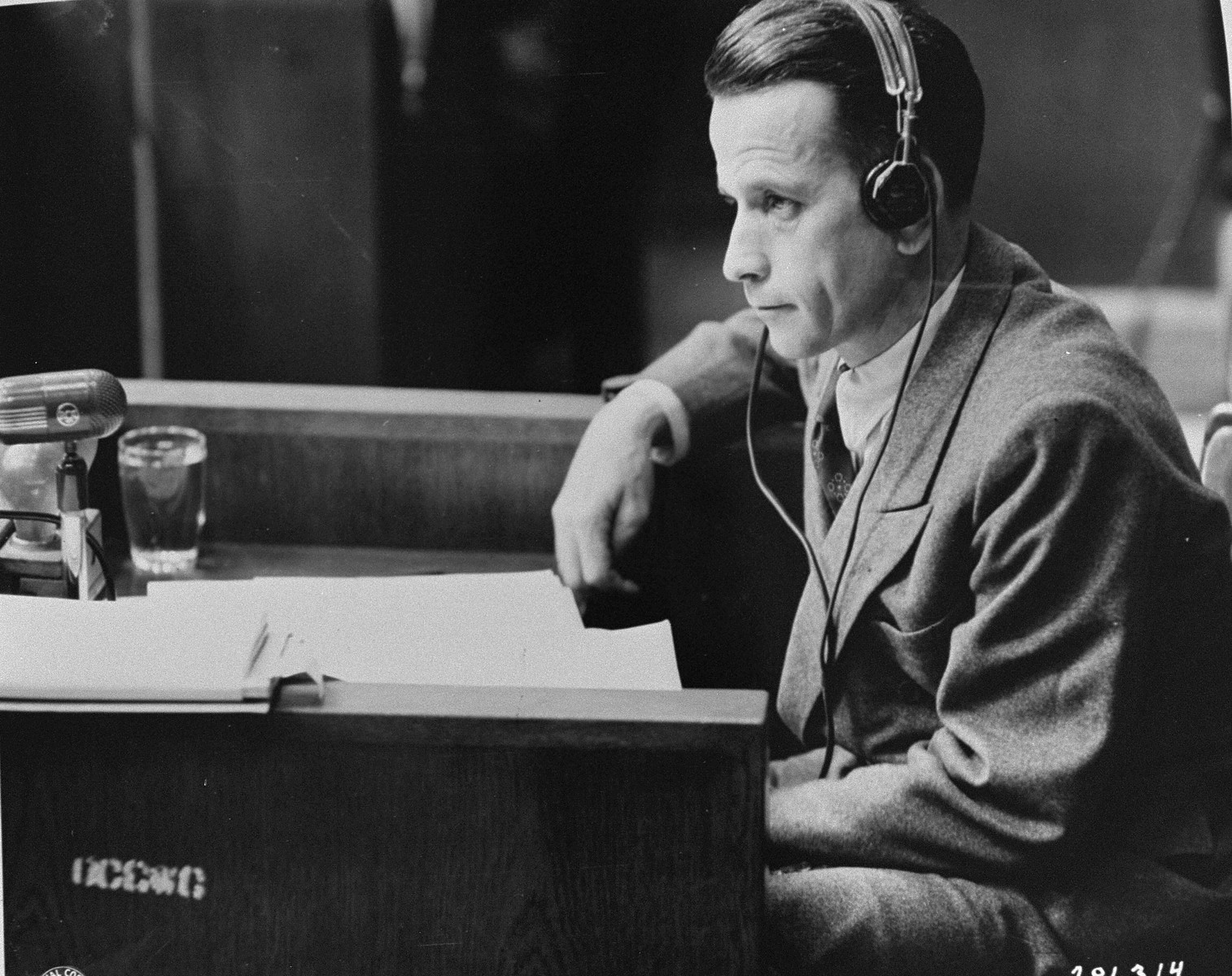
Waldemar Hoven vittnar under Läkarrättegången.

Waldemar Hoven, född 10 februari 1903 i Freiburg im Breisgau, död 2 juni 1948 i Landsberg am Lech, var en tysk promoverad läkare och SS-Hauptsturmführer. Han var mellan juli 1942 och september 1943 chefsläkare (Standortarzt) i koncentrationslägret Buchenwald.

## Biografi
Mellan 1919 och 1933 besökte han Danmark, Sverige, USA och Frankrike. Han återvände till Freiburg 1933, där han kompletterade sina gymnasiestudier för att börja studera vid Freiburgs universitet och i München. År 1934 anslöt han till SS. Han avslutade sina medicinska studier 1939 och fick anställning som SS-läkare. År 1943 disputerade Hoven på avhandlingen Versuche zur Behandlung der Lungentuberkulose durch Inhalation von Kohlekolloid vid Freiburgs universitet. I Waffen-SS uppnådde han tjänstegraden Hauptsturmführer. Hoven var från juli 1942 till september 1943 chefsläkare i koncentrationslägret Buchenwald, där han dödade interner med bland annat fenolinjektioner, samt deltog i de medicinska experiment som utfördes på fångarna. 

### Rättegång
Vid Läkarrättegången 1946–1947 dömdes Hoven till döden för krigsförbrytelser, brott mot mänskligheten och medlemskap i en organisation som vid Nürnbergprocessen befunnits vara kriminell, det vill säga Schutzstaffel (SS). Han hängdes den 2 juni 1948 tillsammans med sex medåtalade: Viktor Brack, Karl Brandt, Rudolf Brandt, Karl Gebhardt, Joachim Mrugowsky och Wolfram Sievers.